# جيمس هاردن
جيمس إدوارد هاردن جونيور (من مواليد 26 أغسطس 1989) هو لاعب كرة سلة أمريكي محترف لفريق لوس انجلوس كليبرز التابع للاتحاد الوطني لكرة السلة (NBA). إنه أحد أكثر الهدافين في الدوري الاميركي للمحترفين ولقب أفضل مدافع مُسدد في الدوري الاميركي للمحترفين، وكذلك أحد أفضل اللاعبين في الدوري.
لعب كرة السلة الجامعية لفريق أريزونا ستيت صن ديفلز، حيث حصل على إجماع أول-أمريكا وباك-10 لاعب العام في عام 2009. تم اختيار هاردن مع الاختيار العام الثالث في مسودة (درافت) الدوري الاميركي للمحترفين لعام 2009 من قبل أوكلاهوما سيتي ثاندر. في عام 2012، حصل على لقب رجل العام السادس في الدوري الاميركي للمحترفين مع ثاندر وساعد الفريق في الوصول إلى نهائيات الدوري الاميركي للمحترفين، حيث خسروا أمام ميامي هيت في خمس مباريات.
غير راضٍ عن دوره الذي يلعب خلف نجوم الفريق كيفن دورانت وراسل ويستبروك، فقد رفض عرضًا لتمديد العقد من ثاندر، الذي قام بتبادله مع فريق هيوستن روكتس قبل موسم 2012-13. في موسمه الأول مع الفريق، قام بتعيين أو مطابقة العديد من سجلات الفريق وتم تسميته في فريق أول-إن بي أي الأول (اختيار فريق ثالث)، بالإضافة إلى فريق إن بي أي-أول ستار الأول. خلال المواسم السبعة والنصف التالية مع الفريق، كان يقود الدوري بتسجيله ثلاث مرات ويساعد مرة واحدة، وتم اختياره كأفضل لاعب في الدوري الاميركي للمحترفين في عام 2018. خلال الفترة التي قضاها في هيوستن، تم اختياره في ثمانية فرق متتالية من إن بي أي أول-ستار وحصل على تكريم أول-إن بي أي تيم سبع مرات، بما في ذلك ستة اختيارات للفريق الأول. في بداية موسم 2020-21، تم التوقيع مع هاردن مع فريق بروكلين نيتس كجزء من صفقة تضم أربعة فرق. مع نيتس، تم اختياره في مباريات أول-ستار التاسعة والعاشرة على التوالي. في أكتوبر 2021، تم تكريم هاردن كواحد من أعظم لاعبي الدوري في كل العصور من خلال تعيينه في فريق الذكرى 75 للإن بي أي.
هاردن هو عضو مرتين في المنتخب الوطني للولايات المتحدة، وفاز بالميداليات الذهبية في الألعاب الأولمبية الصيفية 2012 وكأس العالم لكرة السلة 2014.

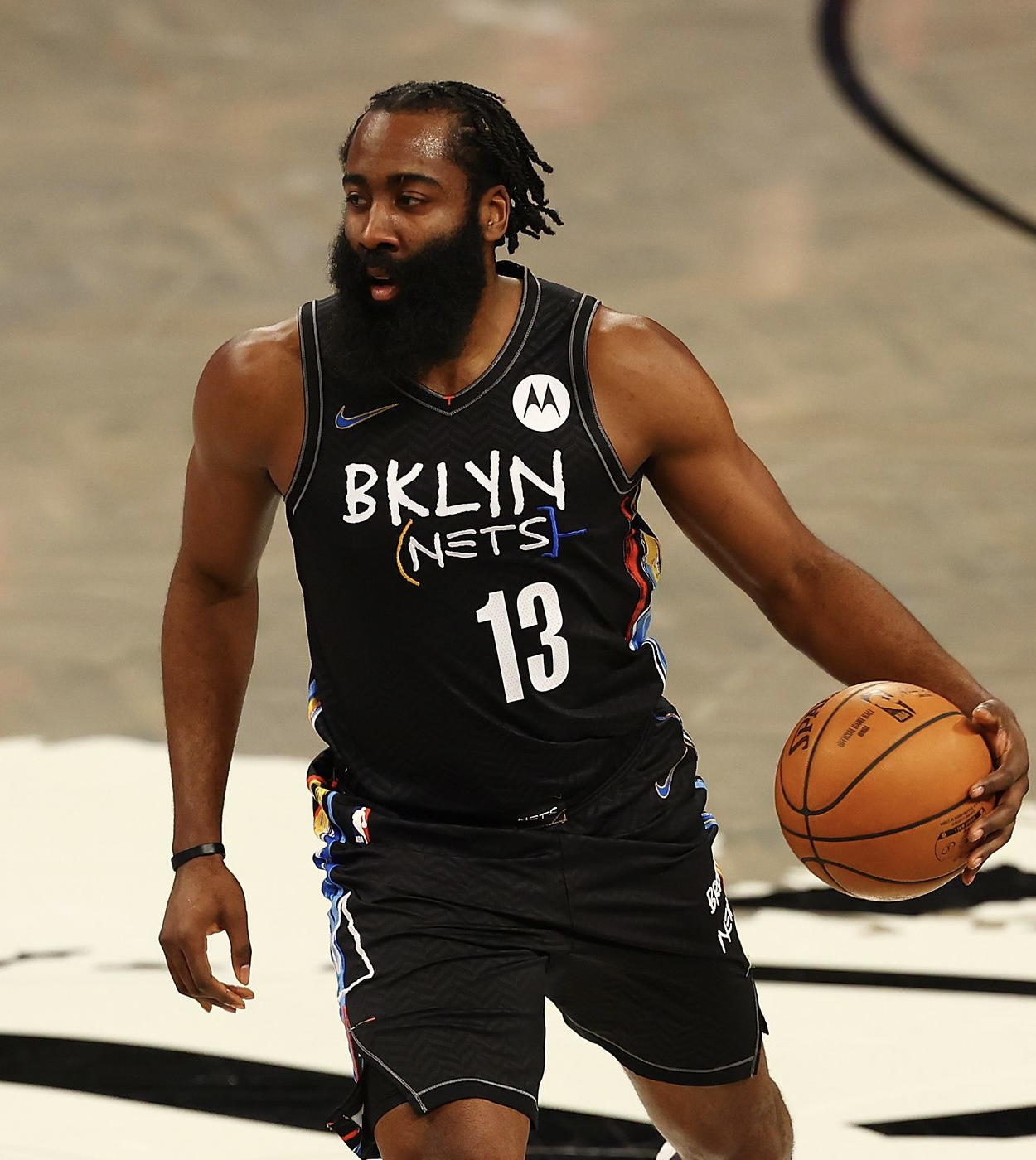
هاردن مع بروكلين نتس مرتديًا قميص «إصدار المدينة»

## الملف الشخصي للاعب

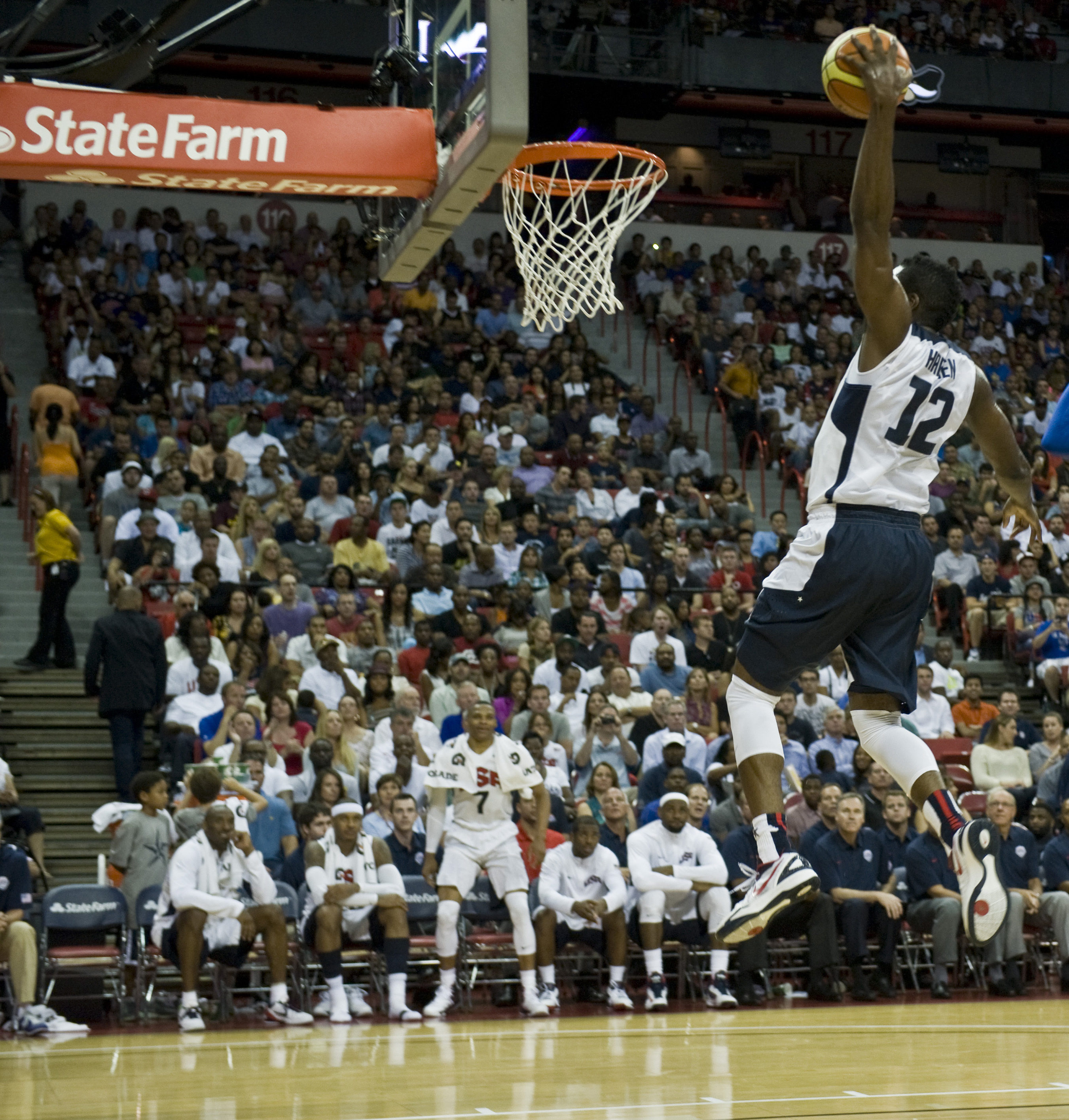
هاردن يقفز بالكرة ليسجل خلال مباراة استعراضية لفريق الولايات المتحدة الأمريكية عام 2012 ضد منتخب جمهورية الدومينيكان

يقف على ارتفاع 6 أقدام و 5 بوصات (1.96 م) في الحذاء ويزن 220 رطلاً (100 كلغ)، يلعب هاردن في الغالب في موقع حارس التصويب، لكنه قادر على لعب موقع لاعب هجوم خلفي. إنه أعلى هداف أعسر في تاريخ الدوري الاميركي للمحترفين. مع متوسطات الموسم التي تزيد عن 25 نقطة لكل مباراة منذ موسم 2012-13، يعتبر هاردن أحد أكثر الهدافين تنوعًا وخطورة في الدوري الاميركي للمحترفين. أطلقت عليه إي إس بي إن (ESPN) لقب خامس أفضل مُسدد في الدوري الاميركي للمحترفين طوال عقد 2010 بأكمله. لديه مجموعة واسعة من الحركات الهجومية. اثنان من أبرزها خطوة اليورو والقفز المتدرج. منذ تجارته مع هيوستن روكتس في موسم 2012-13 في الدوري الاميركي للمحترفين، سجل أكبر عدد من النقاط في الدوري الاميركي للمحترفين. إنه قائد الدوري الاميركي للمحترفين طوال الوقت في صنع ثلاث نقاط بدون مساعدة. كما اكتسب سمعة سيئة بسبب قدرته على استغلال قواعد الدوري من أجل رسم الأخطاء بشكل أكثر كفاءة والوصول إلى خط الرمية الحرة، والذي يعتبر منه مطلق النار بنسبة 85.7٪. إنه القائد طوال الوقت في أخطاء إطلاق النار المكونة من 3 نقاط، وقد قاد الدوري الاميركي للمحترفين في محاولات الرمية الحرة ويقوم كل عام من موسم 2014-15 حتى موسم 2019-20. على الرغم من كونه هدافًا في المقام الأول، إلا أن هاردن معروف أيضًا بقدرته على صناعة الألعاب، حيث قام بتنسيق هجوم روكتس بأرقام التمرير المرتفعة. خلال الجزء الأول من موسم 2016-2017، لعب مايك دانتوني، مدرب روكتس، دور هاردن في حراسة النقاط، مما أدى إلى تحقيقه في المتوسط لأكثر من 10 تمريرات حاسمة لكل مباراة لأول مرة في مسيرته. وهو أيضًا قائد الامتياز طوال الوقت في تمريرات التمريرات الحاسمة لروكيتس.
بينما حصل على الإشادة لبراعته في النهاية الهجومية، بنى هاردن سمعة كمدافع ضعيف. اشتدت انتقادات دفاعه في أوائل عام 2014، عندما انتشر على الإنترنت مقطع فيديو بعنوان «جيمس هاردن: الطاغوت الدفاعي» يضم 11 دقيقة من مقاطع هاردن الذي يتلقى أهدافًا ميدانية. خلال انتقالات 2014، التزم بتحسين الدفاع، والذي ظهر في أغسطس من ذلك العام كعضو في فريق كرة السلة الوطني للولايات المتحدة للرجال. انتقل دفاعه المحسن إلى الموسم التالي، وتم الاستشهاد به كسبب رئيسي لنجاح الموسم العادي للروكيتس. هناك جانب سلبي آخر في لعبته يتم طرحه أحيانًا من قبل النقاد وهو تحولاته. حدد هاردن الرقم القياسي في الدوري الأمريكي لكرة السلة للمحترفين خلال موسم 2015-16 وكسره مرة أخرى في الموسم التالي.

## حياة شخصية
هاردن هو الأصغر بين ثلاثة أطفال. قبل ولادته، وبعد ولادة أخته الكبرى، تعرضت والدتهما لسلسلة من حالات الإجهاض. هاردن مسيحي. لقد تحدث عن إيمانه قائلاً: «أريد فقط أن أشكر الله على كل ما فعله في حياتي». بدأ هاردن في تنمية لحيته المميزة في عام 2009 بعد أن كان كسولًا جدًا للحلاقة. ظهرت لحيته في الأغاني والقمصان وأكسبته تأييدًا وحلوى فريدة من نوعها من ترولي (علامة تجارية ألمانية للحلوى) حيث تم عرض وجهه ولحيته على كل قطعة علك.
في 3 أغسطس 2015، قدمت شركة الملابس الرياضية أديداس صفقة تأييد لهاردن بقيمة 200 مليون دولار على مدى السنوات الـ 13 المقبلة. في 18 يوليو 2019، أصبح هاردن مالكًا جزئيًا لفرق كرة القدم المحترفة في هيوستن؛ هيوستن دينامو من الدوري الأمريكي لكرة القدم وهيوستن داش من الدوري الوطني لكرة القدم للسيدات. أوضح هاردن قراره بالقول «هيوستن هي موطني الآن، ورأيت هذا كوسيلة للاستثمار في مدينتي وتوسيع اهتماماتي التجارية في نفس الوقت» وكذلك «هذه مدينتي وأنا هُنا لأبقى».

### سياسة
في 4 أكتوبر 2019، أصدر المدير العام لهيوستن روكتس داريل موري تغريدة تدعم احتجاجات هونغ كونغ 2019-20. أدت تغريدة موري إلى تعليق اتحاد كرة السلة الصيني علاقته مع فريق هيوستن روكتس. اعتذر هاردن في وقت لاحق للصين قائلا «نعتذر. نحن نحب الصين».

## إحصائيات المهنة

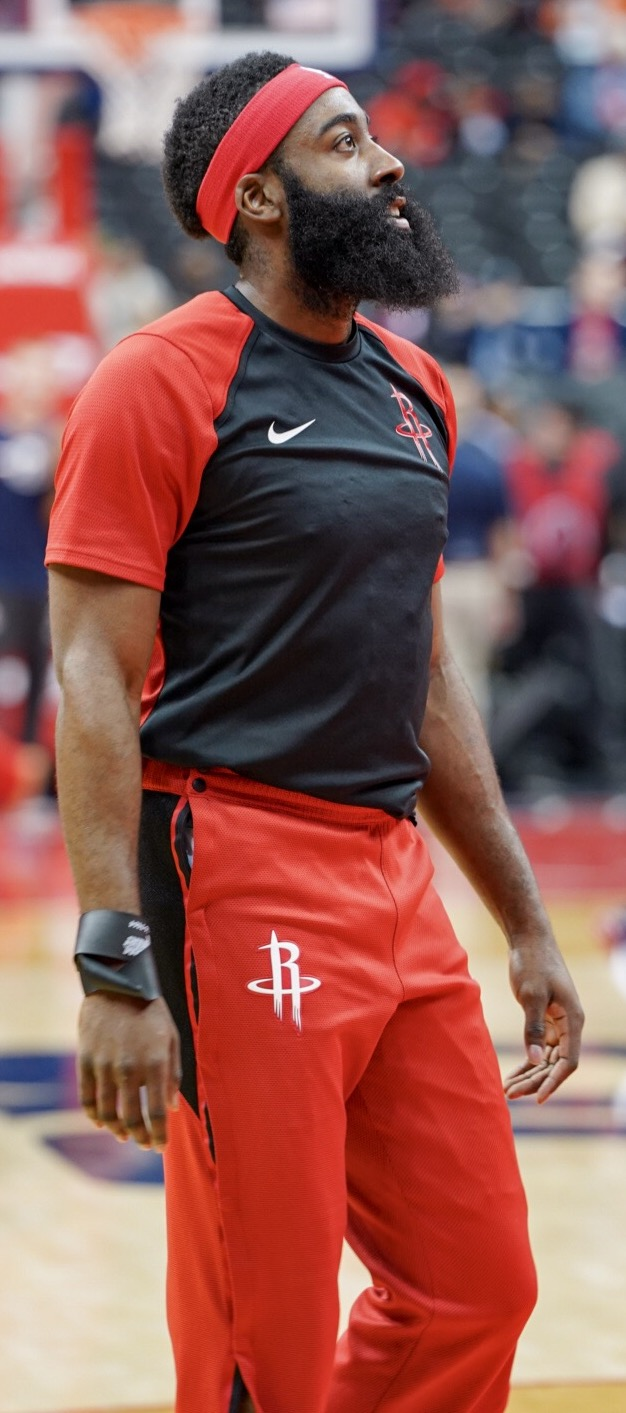
هاردن في 2018

### الدوري الأمريكي للمحترفين

#### موسم عادي
| السنة    | الفريق                      | لعب | بدأ | دقيقة | ميداني% | ثلاثية | حرة  | ارتداد | صنع   | استلاب | تصدي | نقطة  |
| -------- | --------------------------- | --- | --- | ----- | ------- | ------ | ---- | ------ | ----- | ------ | ---- | ----- |
| 2009–10  | أوكلاهوما سيتي [الإنجليزية] | 76  | 0   | 22.9  | .403    | .375   | .808 | 3.2    | 1.8   | 1.1    | .3   | 9.9   |
| 2010–11  | أوكلاهوما سيتي [الإنجليزية] | 82* | 5   | 26.7  | .436    | .349   | .843 | 3.1    | 2.1   | 1.1    | .3   | 12.2  |
| 2011–12  | أوكلاهوما سيتي [الإنجليزية] | 62  | 2   | 31.4  | .491    | .390   | .846 | 4.1    | 3.7   | 1.0    | .2   | 16.8  |
| 2012–13  | هيوستن [الإنجليزية]         | 78  | 78  | 38.3  | .438    | .368   | .851 | 4.9    | 5.8   | 1.8    | .5   | 25.9  |
| 2013–14  | هيوستن [الإنجليزية]         | 73  | 73  | 38.0  | .456    | .366   | .866 | 4.7    | 6.1   | 1.6    | .4   | 25.4  |
| 2014–15  | هيوستن [الإنجليزية]         | 81  | 81  | 36.8  | .440    | .375   | .868 | 5.7    | 7.0   | 1.9    | .7   | 27.4  |
| 2015–16  | هيوستن [الإنجليزية]         | 82* | 82* | 38.1* | .439    | .359   | .860 | 6.1    | 7.5   | 1.7    | .6   | 29.0  |
| 2016–17  | هيوستن [الإنجليزية]         | 81  | 81  | 36.4  | .440    | .347   | .847 | 8.1    | 11.2* | 1.5    | .5   | 29.1  |
| 2017–18  | هيوستن [الإنجليزية]         | 72  | 72  | 35.4  | .449    | .367   | .858 | 5.4    | 8.8   | 1.8    | .7   | 30.4* |
| 2018–19  | هيوستن [الإنجليزية]         | 78  | 78  | 36.8  | .442    | .368   | .879 | 6.6    | 7.5   | 2.0    | .7   | 36.1* |
| 2019–20  | هيوستن [الإنجليزية]         | 68  | 68  | 36.5  | .444    | .355   | .865 | 6.6    | 7.5   | 1.8    | .9   | 34.3* |
| 2020–21  | هيوستن [الإنجليزية]         | 8   | 8   | 36.3  | .444    | .347   | .883 | 5.1    | 10.4  | .9     | .8   | 24.8  |
| 2020–21  | بروكلين ‏                    | 36  | 35  | 36.6  | .471    | .366   | .856 | 8.5    | 10.9  | 1.3    | .8   | 24.6  |
| 2021–22  | بروكلين ‏                    | 44  | 44  | 37.0  | .414    | .332   | .869 | 8.0    | 10.2  | 1.3    | .7   | 22.5  |
| 2021–22  | فيلادلفيا سفنتي سيسكرز ‏     | 21  | 21  | 37.7  | .402    | .326   | .892 | 7.1    | 10.5  | 1.2    | .2   | 21.0  |
| مسيرة    | مسيرة                       | 942 | 728 | 34.6  | .442    | .361   | .860 | 5.6    | 6.8   | 1.5    | .5   | 24.9  |
| أول-ستار | أول-ستار                    | 9   | 6   | 25.6  | .447    | .411   | .500 | 4.7    | 5.8   | .8     | .3   | 15.9  |

#### تصفيات
| السنة | الفريق                      | لعب | بدأ | دقيقة | ميداني% | ثلاثية | حرة  | ارتداد | صنع | استلاب | تصدي | نقطة |
| ----- | --------------------------- | --- | --- | ----- | ------- | ------ | ---- | ------ | --- | ------ | ---- | ---- |
| 2010 ‏ | أوكلاهوما سيتي [الإنجليزية] | 6   | 0   | 20.0  | .387    | .375   | .842 | 2.5    | 1.8 | 1.0    | .2   | 7.7  |
| 2011 ‏ | أوكلاهوما سيتي [الإنجليزية] | 17  | 0   | 31.6  | .475    | .303   | .825 | 5.4    | 3.6 | 1.2    | .8   | 13.0 |
| 2012 ‏ | أوكلاهوما سيتي [الإنجليزية] | 20  | 0   | 31.5  | .435    | .410   | .857 | 5.1    | 3.4 | 1.6    | .1   | 16.3 |
| 2013 ‏ | هيوستن [الإنجليزية]         | 6   | 6   | 40.5  | .391    | .341   | .803 | 6.7    | 4.5 | 2.0    | 1.0  | 26.3 |
| 2014 ‏ | هيوستن [الإنجليزية]         | 6   | 6   | 43.8  | .376    | .296   | .900 | 4.7    | 5.8 | 2.0    | .2   | 26.8 |
| 2015 ‏ | هيوستن [الإنجليزية]         | 17  | 17  | 37.4  | .439    | .383   | .916 | 5.7    | 7.5 | 1.6    | .4   | 27.2 |
| 2016 ‏ | هيوستن [الإنجليزية]         | 5   | 5   | 38.6  | .410    | .310   | .844 | 5.2    | 7.6 | 2.4    | .2   | 26.6 |
| 2017 ‏ | هيوستن [الإنجليزية]         | 11  | 11  | 37.0  | .413    | .278   | .878 | 5.5    | 8.5 | 1.9    | .5   | 28.5 |
| 2018 ‏ | هيوستن [الإنجليزية]         | 17  | 17  | 36.5  | .410    | .299   | .887 | 5.2    | 6.8 | 2.2    | .6   | 28.6 |
| 2019 ‏ | هيوستن [الإنجليزية]         | 11  | 11  | 38.5  | .413    | .350   | .837 | 6.9    | 6.6 | 2.2    | .9   | 31.6 |
| 2020  | هيوستن [الإنجليزية]         | 12  | 12  | 37.3  | .478    | .333   | .845 | 5.6    | 7.7 | 1.5    | .8   | 29.6 |
| 2021  | بروكلين ‏                    | 9   | 9   | 35.8  | .472    | .364   | .903 | 6.3    | 8.6 | 1.7    | .7   | 20.2 |
| مسيرة | مسيرة                       | 137 | 94  | 35.4  | .428    | .332   | .868 | 5.5    | 6.0 | 1.7    | .5   | 23.3 |

## روابط خارجية
- جيمس هاردن على موقع الاتحاد الدولي لكرة السلة (الإنجليزية)
- جيمس هاردن على موقع إن بي أي (الإنجليزية)
- جيمس هاردن على موقع سبورتس رفرنس (الإنجليزية)
- جيمس هاردن على موقع كرة السلة الأوروبية.كوم (الإنجليزية)
- جيمس هاردن على موقع DraftExpress.com (الإنجليزية)
- جيمس هاردن على موقع إي إس بي إن.كوم (الإنجليزية)
- جيمس هاردن على موقع كلية كرة السلة في سبورتس رفرنس.كوم (الإنجليزية)
- جيمس هاردن على موقع ريلجم (الإنجليزية)
- جيمس هاردن على موقع بروبوليرز (الإنجليزية)
- جيمس هاردن على موقع سبورتس رفرنس (الإنجليزية)